# Bogusze (Litwa)
Bogusze (lit. Bagušiai) – wieś na Litwie, w okręgu wileńskim, w rejonie wileńskim, w gminie Mariampol.

## Historia
W XIX i w początkach XX w. położone były w Rosji, w guberni wileńskiej, w powiecie wileńskim. Po I wojnie światowej pod administracją polską, w Zarządzie Cywilnym Ziem Wschodnich. W latach 1920–1922 w składzie Litwy Środkowej.
Od 11 kwietnia 1922 leżały w Polsce, w województwie wileńskim, w powiecie wileńsko-trockim, w gminie Rudomino. W 1931 miejscowość liczyła 55 mieszkańców, zamieszkałych w 10 budynkach.
17 lipca 1944 dowódcy z Armii Czerwonej zaprosili do Bogusz dowództwo wileńskiej Armii Krajowej, w celu wypracowania porozumienia nt. dalszych walk z Niemcami, po zdobyciu Wilna. Na miejscu okazało się, że zaproszenie było podstępem i przybyły sztab AK, na czele z komendantem ppłk. gen. Aleksandrem Krzyżanowskim ps. „Wilk”, został aresztowany przez NKWD. Na pamiątkę tego wydarzenia ustawiono tu drewniany krzyż, 12 lipca 2004 zastąpiony przez pomnik, fundacji mieszkańców okolicznych wsi.
Po II wojnie światowej w granicach Związku Sowieckiego. Od 1991 na niepodległej Litwie.